# Hessische Landesbahn
A Hessische Landesbahn GmbH németországi cég, amely helyi és regionális vasúti és autóbuszos személyszállítással foglalkozik. Tulajdonosa Hessen tartomány.
A 2011-es menetrendi évben 11,2 millió vonatkilométeres teljesítményével a helyi és regionális vasúti személyszállítási piac 7. legnagyobb szereplője, piaci részesedése (vonatkilométer alapon) 1,75%.

## Történelem
A társaságot 1955-ben hozták létre több hesseni nem-állami integrált vasúttársaság ernyőszervezeteként.
2005-ben, a pályavasúti és vállalkozó vasúti tevékenység szétválasztása során három leányvállalatának (Frankfurt-Königsteiner Eisenbahn AG, Butzbach-Licher Eisenbahn AG és Kassel-Naumburger Eisenbahn AG) összevonásával létrehozták a HLB Basis AG-t, amely az infrastruktúra üzemeltetésével és a járművek biztosításával foglalkozik, a vállalkozó vasúti tevékenységet pedig a HLB Hessenbahn GmbH-ba szervezték. Az autóbuszos személyszállítás a HLB Hessenbus GmbH feladata. A Hersfelder Eisenbahn GmbH-t, amelynek tevékenysége már korábban megszűnt, az átalakítás nem érintette.

## Leányvállalatok
- vectus Verkehrsgesellschaft mbH 74,90%
- cantus Verkehrsgesellschaft mbH 50%
- Südthüringenbahn GmbH (STB) 50%
- Regionalbahn Kassel GmbH (RBK) 25%
- Hellertalbahn GmbH (HTB) 33,33%[1]

## Fordítás
- Ez a szócikk részben vagy egészben a Hessische Landesbahn című német Wikipédia-szócikk ezen változatának fordításán alapul.  Az eredeti cikk szerkesztőit annak laptörténete sorolja fel. Ez a jelzés csupán a megfogalmazás eredetét és a szerzői jogokat jelzi, nem szolgál a cikkben szereplő információk forrásmegjelöléseként.